# 横断山马唐
横断山马唐（学名：Digitaria hengduanensis），为禾本科马唐属下的一个植物种。